# Врадіште
Врадіште (словац. Vrádište, угор. Várköz) — село, громада в окрузі Скаліца, Трнавський край, західна Словаччина. Кадастрова площа громади — 4,25 км². Населення — 824 особи (за оцінкою на 31 грудня 2017 р.).
Знаходиться за ~3 км на південний захід від адмінцентра округу міста Скаліца. Безпосередньо межує з ним за кадастром.
Перша згадка 1392 року як Wratna.

## Географія
Висотв над рівнем моря в центрі села 164 м, територією громади  від 163 до 260 м.
Врадіште розташоване на півночі Загорської низини.

## Населення
| Рік:            | 1994. | 2004.    | 2014.    | 2024.   |
| --------------- | ----- | -------- | -------- | ------- |
| Кількість осіб: | 598   | 682      | 789      | 848     |
| Різниця:        |       | +14,04 % | +15,68 % | +7,47 % |

| Рік:            | 2023. | 2024.   |
| --------------- | ----- | ------- |
| Кількість осіб: | 846   | 848     |
| Різниця:        |       | +0,23 % |

## Галерея

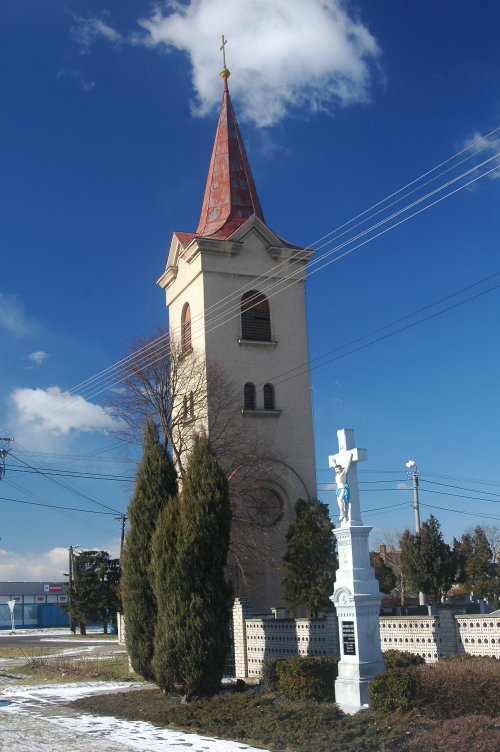
Дзвіниця